# Lista dei vuoti
In questa pagina sono riportate una serie di liste di vuoti astronomici. I vuoti sono ampi volumi di spazio, in cui sono presenti poche galassie, situati tra i filamenti di galassie e che nell'insieme compongono la struttura a grande scala dell'universo, Alcuni vuoti, per le loro dimensioni estreme, sono definiti supervuoti,

## Vuoti e Supervuoti
Nelle tabelle con z si intende il redshift cosmologico, c la velocità della luce e con h il parametro di Hubble (la costante di Hubble H0 = h × 100 km s−1 Mpc−1). Mpc corrisponde a megaparsec.

### Vuoti identificati per nome
| Nome                             | Coordinate del centro | Distanza dal centro | Dimensioni             | Dati | Note |
| -------------------------------- | --------------------- | ------------------- | ---------------------- | ---- | --- |
| Vuoto Locale                     | 18h 38m : +18° :      | cz=2.500 km/s       | Diametro = 60 Mpc      |      | È adiacente al Gruppo Locale. |
| Supervuoto Locale Settentrionale |                       | 61 Mpc              | Diametro = 104 Mpc     |      | Superammasso della Vergine, Superammasso della Chioma, Superammasso di Perseo-Pesci, Superammasso dell'Orsa Maggiore-Lince, Superammasso dell'Idra-Centauro, Superammasso dello Scultore, Superammasso del Pavone-Corona Australe formano una parete tra il Supervuoto Locale Settentrionale e il Supervuoto Locale Meridionale. Il Superammasso di Ercole separa il Supervuoto Locale Settentrionale dal Vuoto del Boote. Il Superammasso di Perseo-Pesci e il Superammasso di Perseo-Pegaso A formano un piano che separa il Supervuoto Locale Settentrionale e il Supervuoto Locale Meridionale dal Vuoto di Pegaso. |
| Supervuoto Locale Meridionale    |                       | 96 Mpc              | Diametro = 112 Mpc     |      | Superammasso della Vergine, Superammasso della Chioma, Superammasso di Perseo-Pesci, Superammasso dell'Orsa Maggiore-Lince, Superammasso dell'Idra-Centauro, Superammasso dello Scultore, Superammasso del Pavo-Corona Australe formano una parete tra il Supervuoto Locale Settentrionale e il Supervuoto Locale Meridionale. Il Superammasso di Perseo-Pesci e il Superammasso di Perseo-Pegaso A formano una parete che separa il Supervuoto Locale Settentrionale e il Supervuoto Locale Meridionale dal Vuoto di Pegaso.                                                                                           |
| Vuoto Gigante                    | 13h 01m : +38,7° :    | z=0,116             | Diametro = 300-400 Mpc |      | Vuoto Gigante in NGH (NGH sta per Northern Galactic Hemisphere) o AR-Lp 36; fu scoperto nel 1988. È il vuoto più grande situato nel NGH con z < 0,14. |
| Vuoto KBC                        |                       |                     | Diametro = 600 Mpc     |      | È il vuoto che contiene la Via Lattea e il Gruppo Locale |

### Vuoti denominati in base alla costellazione di riferimento
| Nome                                 | Coordinate del centro    | Distanza dal centro              | Dimensioni                     | Dati                                                             | Note |
| ------------------------------------ | ------------------------ | -------------------------------- | ------------------------------ | ---------------------------------------------------------------- | --- |
| Vuoto del Boote (Grande Vuoto)       | 14h 20m : 26° :          | 150 Mpc                          | Diametro = 100 Mpc             |                                                                  | Il Superammasso di Ercole separa il Supervuoto Locale Settentrionale dal Vuoto del Boote, formando in tal modo parte della vicina estremità di quest'ultimo. |
| Vuoto del Cane Maggiore              |                          |                                  |                                |                                                                  | |
| Vuoto della Colomba                  |                          |                                  |                                |                                                                  | |
| Vuoto della Chioma                   |                          |                                  |                                |                                                                  | Scoperto nel 1975 insieme al Superammasso della Chioma, si trova davanti all'Ammasso della Chioma. È stato il primo vuoto scoperto, ed è approssimativamente di 1/3 più distante e più grande del Vuoto del Boote. |
| Vuoto della Corona Boreale           |                          |                                  |                                |                                                                  | |
| Vuoto di Eridano                     |                          |                                  |                                |                                                                  | Questo vuoto è separato dal Vuoto dello Scultore da un piano di galassie. |
| Supervuoto di Eridano (Grande Vuoto) | 03h 15m 05s -19° 35′ 02″ | z=1                              | Diametro = 150 Mpc             |                                                                  | Il Supervuoto di Eridano, o Grande Vuoto, fu segnalato il 24 agosto 2007 dal National Radio Astronomy Observatory attraverso i dati del Very large Array Sky Survey. Questo vuoto, ancorché reale, dovrebbe essere molto più grande di qualsiasi altro vuoto conosciuto, con l'eccezione del Vuoto Gigante, con un diametro di 300 Mpc e posto ad una distanza di 1.800–3.000 Mpc. Dovrebbe essere associato, e trovarne la spiegazione, con la cosiddetta Macchia fredda nella radiazione cosmica di fondo o WMAP cold spot. L'esistenza del Supervuoto di Eridano è stata contestata da Smith e Huterer che avrebbero dimostrato come siano stati ignorati alcuni dati nelle analisi effettuate. |
| Vuoto Meridionale di Eridano         |                          |                                  |                                |                                                                  | Tra il Vuoto Meridionale di Eridano e il Vuoto dello Scultore è presente un buco nella distribuzione delle galassie con diametro pari al 50% del diametro del vuoto stesso. I due Vuoti di Eridano sono separati dal Vuoto dello Scultore mediante un sottile piano di galassie. |
| Vuoto della Fornace                  |                          |                                  |                                |                                                                  | |
| Vuoto di Ercole                      | 15.5h : +30° :           | cz=7.000 km/s                    | Diametro = 3.100 km/s          |                                                                  | Scoperto nel 1979. |
| Vuoto dell'Idra                      |                          |                                  |                                |                                                                  | Il Vuoto dell'Idra si trova al di là del Superammasso dell'Idra-Centauro. |
| Vuoto del Leone                      | 11h 30m : 0° :           | cz=4.000 km/s                    |                                |                                                                  | [ 16 ] |
| Vuoto del Microscopio                |                          |                                  |                                |                                                                  | Pare che esista un buco nella distribuzione delle galassie che separa il Vuoto dello Scultore dal Vuoto del Microscopio (redshift di 1250 km/s) con un diametro del 50 % circa del diametro del Vuoto del Microscopio. |
| Vuoto di Ofiuco                      | ~ 17h : -25° :           | > 5.000 km/s (al limite esterno) | probabilmente 0–5.000 km/s     | la densità del vuoto è il 25% della densità media dell'Universo. | L'estremità di questo vuoto è determinata dal Superammasso di Ofiuco |
| Vuoto di Pegaso                      | 22h : +15° :             | cz=5.500 km/s                    | Diametro = 40 Mpc              |                                                                  | Il Superammasso di Perseo-Pesci e il Superammasso di Perseo-Pegaso A formano un piano che separa il Supervuoto Locale Settentrionale ed il Supervuoto Locale Meridionale dal Vuoto di Pegaso. |
| Vuoto di Perseo-Pesci                | 1h : +10° :              | cz=8.000 km/s                    | Diametro = 3.000 km/s          |                                                                  | Scoperto nel 1980, è anche chiamato Vuoto di Perseo |
| Vuoto del Sagittario                 |                          |                                  |                                |                                                                  | |
| Vuoto dello Scultore                 | 23h 48m : -24° 39′ :     |                                  | Diametro = 34,8 Mpc/h          |                                                                  | Corrisponde al SRSS1 Void 3 e al SRSS2 Void 5 Questo vuoto è separato dal Vuoto di Eridano attraverso un piano di galassie. Sembra esistere un buco nella distribuzione delle galassie che separa il Vuoto dello Scultore dal Vuoto del Microscopio (redshift di 1250 km/s), come uno analogo separa il Vuoto dello Scultore dal Vuoto di Eridano Meridionale (redshift di 1250 km/s). Il Vuoto dello Scultore si trova in vicinanza del Muro dello Scultore (Southern Great Wall). |
| Vuoto del Toro                       |                          |                                  | Diametro = 100 Milioni di a.l. |                                                                  | Il Vuoto del Toro appare grande e circolare, ed è circondato da muri di galassie. Si trova in vicinanza del Superammasso di Perseo-Pesci ed è quello più visualmente identificabile. Sono stete identificate svariate galassie situate all'interno del vuoto, come UGC 2627 e UGC 2629, entrambe situate alla distanza di circa 185 milioni di anni luce. |
| [ 6 ] [ 7 ]                          |                          |                                  |                                |                                                                  | |

### Altri Vuoti
| Denominazione                   | Posizione         | Coordinate del centro | Distanza dal centro | Diametro | Dimensioni                                                | Note |
| ------------------------------- | ----------------- | --------------------- | ------------------- | -------- | --------------------------------------------------------- | --- |
| Vuoto di Bahcall & Soneiro 1982 | - z = 0,03 - 0,08 |                       |                     |          | - 150 Mpc profondità - 300 Mpc larghezza - 60 Mpc altezza | Questo vuoto copre nel cielo un'ampiezza di circa 100 gradi; in altri studi risulta formato da svariati vuoti separati. |

## Vuoti elencati in base agli studi

### Lista di Tully
Nel 1985, Brent Tully ha identificato la presenza di un piano locale formato da superammasso dominante che corrisponde al Complesso di superammassi dei Pesci-Balena.
| #  | Coordinate del centro | Distanza dal centro (Mpc) | Diametro (Mpc) | Note            |
| -- | --------------------- | ------------------------- | -------------- | --------------- |
| 1  | 17,0h : 80° :         | 90                        | 140            |                 |
| 2  | 21,0h : -7° :         | 100                       | 136            |                 |
| 3  | 8,6h : +13° :         | 150                       | 150            |                 |
| 4  | 21,5h : +5° :         | 170                       | 173            |                 |
| 5  | 14,3h : +52° :        | 180                       | 158            | Vuoto del Boote |
| 6  | 23,0h : -16° :        | 190                       | 171            |                 |
| 7  | 12,8h : +14° :        | 190                       | 174            |                 |
| 8  | 10,0h : +35° :        | 250                       | 170            |                 |
| 9  | 2,6h : -11° :         | 280                       | 229            |                 |
| 10 | 8,7h : +58° :         | 310                       | 243            |                 |
| 11 | 16,8h : +5° :         | 310                       | 270            |                 |

### Lista B&B Abell-derivata
Nel 1985, nel corso di uno studio sugli ammassi Abell sono stati identificati 29 vuoti nell'ambito di una sfera di spazio di z < 0,1 avente per centro la Terra.
| #  | Coordinate del centro | Distanza dal centro (Mpc) | Diametro (Mpc) | Note            |
| -- | --------------------- | ------------------------- | -------------- | --------------- |
| 1  | 0,0h : +20° :         | 293                       | 100            |                 |
| 2  | 0,3h : 0° :           | 276                       | 100            |                 |
| 3  | 0,7h : +10° :         | 284                       | 100            |                 |
| 4  | 2,0h : -13° :         | 275                       | 150            |                 |
| 5  | 8,0h : +60° :         | 300                       | 100            |                 |
| 6  | 9,0h : +18° :         | 220                       | 100            |                 |
| 7  | 9,0h : +67° :         | 180                       | 120            |                 |
| 8  | 9,2h : +26° :         | 137                       | 140            |                 |
| 9  | 9,5h : +45° :         | 262                       | 200            |                 |
| 10 | 9,8h : 0° :           | 285                       | 110            |                 |
| 11 | 9,8h : +35° :         | 219                       | 110            |                 |
| 12 | 10,8h : -10° :        | 293                       | 120            |                 |
| 13 | 12,0h : +14° :        | 206                       | 110            |                 |
| 14 | 12,3h : 0° :          | 276                       | 100            |                 |
| 15 | 12,4h : -12° :        | 272                       | 150            |                 |
| 16 | 12,5h : +32° :        | 237                       | 100            |                 |
| 17 | 12,9h : +64° :        | 105                       | 110            |                 |
| 18 | 13,6h : +35° :        | 154                       | 200            | Vuoto del Boote |
| 19 | 13,8h : +20° :        | 297                       | 110            |                 |
| 20 | 14,2h : -4° :         | 265                       | 210            |                 |
| 21 | 14,7h : +70° :        | 283                       | 160            |                 |
| 22 | 15,2h : +42° :        | 286                       | 140            |                 |
| 23 | 16,0h : +7° :         | 295                       | 110            |                 |
| 24 | 16,4h : +41° :        | 291                       | 130            |                 |
| 25 | 16,5h : +59° :        | 110                       | 100            |                 |
| 26 | 17,2h : +58° :        | 237                       | 100            |                 |
| 27 | 22,2h : -2° :         | 155                       | 130            |                 |
| 28 | 22,5h : 5° :          | 284                       | 160            |                 |
| 29 | 23,5h : -7° :         | 203                       | 120            |                 |

### Lista SSRS1
Uno studio sul redshift di galassie visibili dall'emisfero meridionale del cielo, situate ad una distanza maggiore di 120 Mpc/h, ha evidenziato la presenza di alcuni vuoti.
| # | Coordinate del centro | Distanza dal centro (V) | Dimensioni W x H x D (Mpc) | Costellazione          | Note                                                                                  |
| - | --------------------- | ----------------------- | -------------------------- | ---------------------- | ------------------------------------------------------------------------------------- |
| 1 | 1,5h : -50° :         | 3.000 km/s              | 30 x 30 x 40               | Fenice/Eridano         | Situato subito alle spalle della concentrazione di galassie in Eridano-Fornace-Dorado |
| 2 | 21h : -25° :          | 5.000 km/s              | 30 x 30 x 30               | Capricorno/Microscopio |                                                                                       |
| 3 | 23,5h : -35° :        | 6.000 km/s              | 70 x 30 x 50               | Scultore/Gru           |                                                                                       |
| 4 | 4h : -40° :           | 9.000 km/s              | 50 x 100 x 50              | Orologio/Eridano       |                                                                                       |

### Lista SSRS2
Nel 1994, uno studio sul redshift delle galassie visibili nell'emisfero celeste meridionale ha condotto all'identificazione di 18 vuoti, 11 dei quali definiti vuoti maggiori.
| #  | Coordinate del centro | Distanza dal centro (r) | Diametro (Mpc) | Costellazione              | Note                                               |
| -- | --------------------- | ----------------------- | -------------- | -------------------------- | -------------------------------------------------- |
| 1  | 1h 33m : -16° 45′ :   | 85,7                    | 54,3           | Balena                     | vuoto maggiore                                     |
| 2  | 3h 34m : -28° 50′ :   | 99,7                    | 56,2           | Fornace                    | vuoto maggiore SRSS1 Void 4                        |
| 3  | 22h 25m : -14° 46′ :  | 107,2                   | 60,8           | Aquario                    | vuoto maggiore                                     |
| 4  | 21h 43m : -14° 40′ :  | 66,7                    | 35,6           | Capricorno                 | vuoto maggiore                                     |
| 5  | 23h 48m : -24° 39′ :  | 53,0                    | 34,8           | Aquario/Scultore           | vuoto maggiore SRSS1 Void 3 (Vuoto dello Scultore) |
| 6  | 3h 56m : -20° 11′ :   | 56,5                    | 32,0           | Eridano                    | vuoto maggiore                                     |
| 7  | 3h 17m : -11° 40′ :   | 77,2                    | 25,5           | Eridano                    | vuoto maggiore                                     |
| 8  | 23h 20m : -12° 32′ :  | 83,9                    | 27,8           | Aquario                    | vuoto maggiore                                     |
| 9  | 3h 06m : -13° 47′ :   | 114,6                   | 39,0           | Eridano                    | vuoto maggiore                                     |
| 10 | 0h 26m : -9° 17′ :    | 104,7                   | 34,8           | Balena                     | vuoto maggiore                                     |
| 11 | 0h 21m : -29° 43′ :   | 112,8                   | 42,9           | Scultore                   | vuoto maggiore                                     |
| 12 | 23h 03m : -32° 35′ :  | 74,8                    | 25,0           | Pesce Australe/Scultore    |                                                    |
| 13 | 1h 23m : -19° 36′ :   | 31,0                    | 22,1           | Balena                     | SRSS1 Void 1                                       |
| 14 | 21h 28m : -29° 28′ :  | 87,2                    | 21,3           | Pesce Australe/Microscopio |                                                    |
| 15 | 21h 24m : -33° 17′ :  | 116,1                   | 27,3           | Microscopio                |                                                    |
| 16 | 21h 43m : -18° 41′ :  | 36,5                    | 20,3           | Capricorno                 |                                                    |
| 17 | 3h 42m : -21° 21′ :   | 32,1                    | 19,0           | Eridano                    |                                                    |
| 18 | 4h 18m : -8° 42′ :    | 85,9                    | 21,1           | Eridano                    |                                                    |

### 1994 EEDTA Whole Sky Survey
Nel 1994 è stata censita una lista per un totale di 27 supervuoti situati in un volume di spazio cubico di 740 megaparsec per lato centrato sulla Terra (raggio della sfera z=0,1).
| #  | Coordinate (B1950.0) del centro | Distanza (Mpc/h) dal centro | Diametro (Mpc/h) | Note                             |
| -- | ------------------------------- | --------------------------- | ---------------- | -------------------------------- |
| 1  | 19,0° -57,1°                    | 134                         | 88               |                                  |
| 2  | 28,2° -12,3°                    | 207                         | 96               |                                  |
| 3  | 34,8° -61,9°                    | 216                         | 72               |                                  |
| 4  | 36,6° -33,5°                    | 241                         | 86               |                                  |
| 5  | 37,8° -36,1°                    | 129                         | 92               |                                  |
| 6  | 46,0° -21,4°                    | 236                         | 72               |                                  |
| 7  | 62,0° -8,0°                     | 248                         | 100              |                                  |
| 8  | 71,2° -38,3°                    | 201                         | 76               |                                  |
| 9  | 121,7° -1,5°                    | 96                          | 112              | Supervuoto Locale Meridionale    |
| 10 | 130,0° +49,3°                   | 246                         | 144              |                                  |
| 11 | 140,4° +10,5°                   | 160                         | 92               |                                  |
| 12 | 146,9° +27,4°                   | 227                         | 106              |                                  |
| 13 | 153,1° -11,4°                   | 246                         | 94               |                                  |
| 14 | 159,9° +1,2°                    | 167                         | 68               |                                  |
| 15 | 161,6° -32,2°                   | 241                         | 98               |                                  |
| 16 | 167,4° +22,8°                   | 222                         | 74               |                                  |
| 17 | 186,9° -15,6°                   | 216                         | 94               |                                  |
| 18 | 196,8° +9,5°                    | 119                         | 102              |                                  |
| 19 | 204,8° +35,7°                   | 119                         | 108              |                                  |
| 20 | 214,6° +13,6°                   | 216                         | 78               | Vuoto del Boote (Grande Vuoto)   |
| 21 | 216,7° +56,5°                   | 143                         | 116              |                                  |
| 22 | 219,8° +57,9°                   | 246                         | 96               |                                  |
| 23 | 220,2° +33,9°                   | 219                         | 72               |                                  |
| 24 | 256,1° -4,8°                    | 61                          | 104              | Supervuoto Locale Settentrionale |
| 25 | 353,0° -59,4°                   | 198                         | 74               |                                  |
| 26 | 356,6° +22,2°                   | 246                         | 80               |                                  |
| 27 | 358,9° -33,1°                   | 241                         | 70               |                                  |

### Studio IRAS dell'Anticentro galattico
Nel 1995 uno studio ottenuto dai dati IRAS per la ricerca di strutture a grande scale nella Zona di evitamento dell'Anticentro galattico ha portato alla scoperta di quattro vuoti,
| #  | Coordinate del centro (B1950,0) | Distanza dal centro (km/s) | Dimensioni (gradi x gradi x km/s) | Note |
| -- | ------------------------------- | -------------------------- | --------------------------------- | --- |
| V0 | 5,2h : +18° :                   | 1.000                      | 96x36x2.000                       | |
| V1 | 3,5h : +18° :                   | 3750                       | 15x36x3.500                       | V1 e V2 sono connessi e isolano il Superammasso di Perseo-Pesci dall'attraversamento della Zona di evitamento |
| V2 | 3,5h : +29° :                   | 8.000                      | 25x14x2.000                       | V1 e V2 sono connessi e isolano il Superammasso di Perseo-Pesci dall'attraversamento della Zona di evitamento |
| V3 | 8,0h : +10° :                   | 7.000                      | 30x20x2.000                       | Questo vuoto si trova di fronte alla Grande Muraglia CfA2                                                     |

### Lista IRAS
Nel 1997 l'analisi dei dati raccolti dall'IRAS redshift survey' ha messo in evidenza l'esistenza di 24 vuoti, 12 dei quali definiti "significativi"
| #  | Coordinate Supergalattiche al centro (r; X; Y; Z) | Diametro (Mpc) | Dati | Note                                     |
| -- | ------------------------------------------------- | -------------- | ---- | ---------------------------------------- |
| 1  | (55,2;-10,4;-53,8;6,1)                            | 51,0           |      | vuoto significativo                      |
| 2  | (49,6;-25,3;31,4;-28,9)                           | 43,8           |      | vuoto significativo                      |
| 3  | (46,0;-24,8;26,7;28,1)                            | 44,5           |      | vuoto significativo                      |
| 4  | (46,5;8,7;24,7;38,4)                              | 45,0           |      | vuoto significativo Vuoto Locale         |
| 5  | (32,0;-13,0;-23,9;-16,9)                          | 36,0           |      | vuoto significativo                      |
| 6  | (51,5;17,0;-32,2;36,4)                            | 41,4           |      | vuoto significativo                      |
| 7  | (57,1;31,2;44,9;16,5)                             | 43,5           |      | vuoto significativo                      |
| 8  | (60,4;-25,8;-22,7;-49,7)                          | 39,5           |      | vuoto significativo                      |
| 9  | (49,8;35,9;-25,6;-23,0)                           | 36,0           |      | vuoto significativo                      |
| 10 | (63,3;-48,0;-40,9;6,0)                            | 33,6           |      | vuoto significativo Vuoto dello Scultore |
| 11 | (48,6;11,8;46,6;-6,9)                             | 32,0           |      | vuoto significativo                      |
| 12 | (49,9;-15,6;-35,7;31,3)                           | 31,5           |      | vuoto significativo                      |
| 13 | (62,8;14,2;29,3;-53,7)                            | 40,3           |      |                                          |
| 14 | (19,0;0,7;-16,4;9,6)                              | 28,8           |      |                                          |
| 15 | (37,6;32,4;-17,0;8,6)                             | 30,4           |      | Vuoto di Perseo-Pesci                    |